# Liste der denkmalgeschützten Objekte in Natternbach
Die Liste der denkmalgeschützten Objekte in Natternbach enthält das denkmalgeschützte, unbewegliche Objekt der Gemeinde Natternbach in Oberösterreich (Bezirk Grieskirchen).

## Denkmäler
| Foto |                 | Denkmal                                                          | Standort                                     | Beschreibung | Metadaten |
| ---- | --------------- | ---------------------------------------------------------------- | -------------------------------------------- | --- | --- |
| ja   | Datei hochladen | Kath. Pfarrkirche hl. Margarita HERIS-ID: 52417 Objekt-ID: 59149 | Kirchenplatz 2, bei Standort KG: Natternbach | Ein spätgotischer einschiffiger Sakralbau mit neugotischer Einrichtung. Das barocke Gewölbe des Langhauses stammt aus dem Ende des 18. Jahrhunderts. | BDA-Hist.: Q26714849 Status: § 2a Stand der BDA-Liste: 2025-06-30 Name: Kath. Pfarrkirche hl. Margarita GstNr.: .15 |